# 喬治皇子城機場
喬治皇子城機場（英語：Prince George Airport）位於加拿大不列顛哥倫比亞省喬治皇子城。目前機場提供前往溫哥華、甘露、基隆拿、聖約翰堡、特勒斯、尼爾遜堡和史密瑟斯的定期航班和前往巴亞爾塔港的季節性航班。

## 航空公司及航點
- 加拿大航空
  - 加拿大爵士航空（溫哥華）
- 越洋航空（巴亞爾塔港）
- 中部山區航空（甘露、基隆拿、聖約翰堡、特勒斯、史密瑟斯、尼爾遜堡）
- 西捷航空（溫哥華）

## 外部連結
- 喬治皇子城機場（页面存档备份，存于） （英文）